# Liga Sudamericana de Clubes 1997
La Liga Sudamericana de Clubes de 1997 fue la segunda edición del primer torneo más importante de básquet en Sudamérica en esos años, dejando -con su aparición- como segunda competición al Campeonato Sudamericano de Clubes Campeones. Participaron quince equipos provenientes de diez países.
El campeón de esta edición fue Atenas de Córdoba, Argentina, que venció en la final al SC Corinthians de Brasil al ganar dos de los tres partidos jugados en la final.

## Participantes
| País                   | Equipo                                                       |
| ---------------------- | ------------------------------------------------------------ |
| Argentina 2 cupos + CV | Olimpia de Venado Tuerto Andino Sport Club Atenas de Córdoba |
| Bolivia 1 cupo         | Ingaví                                                       |
| Brasil 3 cupos         | Franca BC SC Corinthians Corinthians de Santa Cruz do Sul    |
| Chile 2 cupos          | Español Deportivo Petrox                                     |
| Colombia 2 cupos       | Paisas de Antioquia Piratas de Bogotá                        |
| Paraguay 1 cupo        | Sol de América                                               |
| Perú 2 cupos           | Deportivo Sipesa Regatas Lima                                |
| Venezuela 1 cupo       | Gaiteros de Zulia                                            |

CV: campeón vigente.

## Modo de disputa
Fase de grupos
Los quince participantes se dividieron en cuatro grupos, tres de cuatro equipos y uno con tres equipos, donde disputaron partidos todos contra todos dentro de su grupo. En cada grupo se enfrentaron los equipos a partido y revancha. Los dos mejores de cada grupo avanzaron a la siguiente fase, la de play-offs.
Play offs
Los ocho clasificados se emparejaron y se enfrentaron a partidos al mejor de tres encuentros. Los ganadores de los duelos avanzaron a las semifinales, al mejor de tres encuentros y los ganadores avanzaron a la final, fase nuevamente al mejor de tres juegos.

## Fase de grupos

### Grupo A
| Pos. | Equipo           | Pts | PJ | PG | PP | PF  | PC  | Dif  |
| ---- | ---------------- | --- | -- | -- | -- | --- | --- | ---- |
| 1.   | Olimpia (VT)     | 12  | 6  | 6  | 0  | 678 | 540 | 138  |
| 2.   | Deportivo Petrox | 9   | 6  | 3  | 3  | 601 | 572 | 29   |
| 3.   | Sol de América   | 8   | 6  | 2  | 4  | 580 | 614 | –34  |
| 4.   | Ingaví           | 7   | 6  | 1  | 5  | 579 | 712 | –143 |

|  | Clasificado a la siguiente fase del torneo. |

| 19 de febrero | Olimpia (VT) | 105–86 | Sol de América | Venado Tuerto             |
|               |              |        |                |                           |
|               |              |        |                | Pabellón: Estadio Olimpia |

| 20 de febrero | Ingaví | 91–106 | Deportivo Petrox |  |  |
|               |        |        |                  |  |  |
|               |        |        |                  |  |  |

| 25 de febrero | Deportivo Petrox | 92–99 | Sol de América | Talcahuano                              |
|               |                  |       |                |                                         |
|               |                  |       |                | Pabellón: Coliseo Monumental La Tortuga |

| 27 de febrero | Ingaví | 101–114 | Olimpia (VT) |  |  |
|               |        |         |              |  |  |
|               |        |         |              |  |  |

| 4 de marzo | Olimpia (VT) | 109–88 | Deportivo Petrox | Venado Tuerto             |
|            |              |        |                  |                           |
|            |              |        |                  | Pabellón: Estadio Olimpia |

| 6 de marzo | Ingaví | 120–113 | Sol de América |  |  |
|            |        |         |                |  |  |
|            |        |         |                |  |  |

| 11 de marzo | Sol de América | 94–102 | Olimpia (VT) |  |  |
|             |                |        |              |  |  |
|             |                |        |              |  |  |

| 12 de marzo | Deportivo Petrox | 127–89 | Ingaví | Talcahuano                              |
|             |                  |        |        |                                         |
|             |                  |        |        | Pabellón: Coliseo Monumental La Tortuga |

| 18 de marzo | Sol de América | 87–105 | Deportivo Petrox |  |  |
|             |                |        |                  |  |  |
|             |                |        |                  |  |  |

| 19 de marzo | Olimpia (VT) | 151–88 | Ingaví | Venado Tuerto             |
|             |              |        |        |                           |
|             |              |        |        | Pabellón: Estadio Olimpia |

| 25 de marzo | Deportivo Petrox | 83–97 | Olimpia (VT) | Talcahuano                              |
|             |                  |       |              |                                         |
|             |                  |       |              | Pabellón: Coliseo Monumental La Tortuga |

| 26 de marzo | Sol de América | 101–90 | Ingaví |  |  |
|             |                |        |        |  |  |
|             |                |        |        |  |  |

### Grupo B
| Pos. | Equipo              | Pts | PJ | PG | PP | PF  | PC  | Dif |
| ---- | ------------------- | --- | -- | -- | -- | --- | --- | --- |
| 1.   | Franca BC           | 8   | 4  | 4  | 0  | 332 | 237 | 95  |
| 2.   | Paisas de Antioquia | 5   | 4  | 1  | 3  | 259 | 318 | –59 |
| 3.   | Gaiteros de Zulia   | 5   | 4  | 1  | 3  | 168 | 204 | –36 |

|  | Clasificado a la siguiente fase del torneo. |

| 4 de marzo | Franca BC | 118–83 | Paisas de Antioquia |  |  |
|            |           |        |                     |  |  |
|            |           |        |                     |  |  |

| 7 de marzo | Gaiteros de Zulia | 92–78 | Paisas de Antioquia |  |  |
|            |                   |       |                     |  |  |
|            |                   |       |                     |  |  |

| 11 de marzo | Gaiteros de Zulia | 76–86 | Franca BC |  |  |
|             |                   |       |           |  |  |
|             |                   |       |           |  |  |

| 15 de marzo | Paisas de Antioquia | 78–108 | Franca BC | Medellín                         |
|             |                     |        |           |                                  |
|             |                     |        |           | Pabellón: Coliseo Iván de Bedout |

| 19 de marzo | Franca BC | 20–0 | Gaiteros de Zulia |  |  |
|             |           |      |                   |  |  |
|             |           |      |                   |  |  |

| 25 de marzo | Paisas de Antioquia | 20–0 | Gaiteros de Zulia | Medellín                         |
|             |                     |      |                   |                                  |
|             |                     |      |                   | Pabellón: Coliseo Iván de Bedout |

### Grupo C
| Pos. | Equipo         | Pts | PJ | PG | PP | PF  | PC  | Dif |
| ---- | -------------- | --- | -- | -- | -- | --- | --- | --- |
| 1.   | SC Corinthians | 10  | 6  | 4  | 2  | 564 | 546 | 18  |
| 2.   | Andino SC      | 10  | 6  | 4  | 2  | 573 | 495 | 78  |
| 3.   | Regatas Lima   | 9   | 6  | 3  | 3  | 449 | 497 | –48 |
| 4.   | Español        | 7   | 6  | 1  | 5  | 513 | 561 | –48 |

|  | Clasificado a la siguiente fase del torneo. |

| 19 de febrero | Español | 80–81 | SC Corinthians |  |  |
|               |         |       |                |  |  |
|               |         |       |                |  |  |

| 20 de febrero | Andino SC | 94–69 | Regatas Lima |  |  |
|               |           |       |              |  |  |
|               |           |       |              |  |  |

| 25 de febrero | Regatas Lima | 81–74 | SC Corinthians |  |  |
|               |              |       |                |  |  |
|               |              |       |                |  |  |

| 27 de febrero | Español | 103–94 | Andino SC |  |  |
|               |         |        |           |  |  |
|               |         |        |           |  |  |

| 4 de marzo | Español | 54–56 | Regatas Lima |  |  |
|            |         |       |              |  |  |
|            |         |       |              |  |  |

| 5 de marzo | Andino SC | 87–81 | Corinthians SC |  |  |
|            |           |       |                |  |  |
|            |           |       |                |  |  |

| 11 de marzo | SC Corinthians | 123–122 | Español |  |  |
|             |                |         |         |  |  |
|             |                |         |         |  |  |

| 12 de marzo | Regatas Lima | 62–96 | Andino SC |  |  |
|             |              |       |           |  |  |
|             |              |       |           |  |  |

| 18 de marzo | SC Corinthians | 106–84 | Regatas Lima |  |  |
|             |                |        |              |  |  |
|             |                |        |              |  |  |

| 19 de marzo | Andino SC | 110–81 | Español |  |  |
|             |           |        |         |  |  |
|             |           |        |         |  |  |

| 25 de marzo | Regatas Lima | 97–73 | Andino SC |  |  |
|             |              |       |           |  |  |
|             |              |       |           |  |  |

| 25 de marzo | SC Corinthians | 99–92 | Español |  |  |
|             |                |       |         |  |  |
|             |                |       |         |  |  |

### Grupo D
| Pos. | Equipo            | Pts | PJ | PG | PP | PF  | PC  | Dif  |
| ---- | ----------------- | --- | -- | -- | -- | --- | --- | ---- |
| 1.   | Atenas            | 12  | 6  | 6  | 0  | 572 | 432 | 140  |
| 2.   | Piratas de Bogotá | 10  | 6  | 4  | 2  | 429 | 401 | 28   |
| 3.   | Corinthians (SC)  | 8   | 6  | 2  | 4  | 452 | 471 | –19  |
| 4.   | Deportivo Sipesa  | 6   | 6  | 0  | 6  | 423 | 572 | –149 |

|  | Clasificado a la siguiente fase del torneo. |

| 18 de febrero | Piratas de Bogotá | 57–77 | Atenas | Bogotá                            |
|               |                   |       |        |                                   |
|               |                   |       |        | Pabellón: Palacio de los Deportes |

| 18 de febrero | Deportivo Sipesa | 86–96 | Corinthians (SC) |  |  |
|               |                  |       |                  |  |  |
|               |                  |       |                  |  |  |

| 25 de febrero | Atenas | 98–82 | Corinthians (SC) | Córdoba                                |
|               |        |       |                  |                                        |
|               |        |       |                  | Pabellón: Polideportivo Carlos Cerutti |

| 26 de febrero | Piratas de Bogotá | 85–77 | Deportivo Sipesa | Bogotá                            |
|               |                   |       |                  |                                   |
|               |                   |       |                  | Pabellón: Palacio de los Deportes |

| 4 de marzo | Piratas de Bogotá | 87–79 | Corinthians (SC) | Bogotá                            |
|            |                   |       |                  |                                   |
|            |                   |       |                  | Pabellón: Palacio de los Deportes |

| 6 de marzo | Deportivo Sipesa | 72–86 | Atenas |  |  |
|            |                  |       |        |  |  |
|            |                  |       |        |  |  |

| 11 de marzo | Atenas | 103–84 | Piratas de Bogotá | Córdoba                                |
|             |        |        |                   |                                        |
|             |        |        |                   | Pabellón: Polideportivo Carlos Cerutti |

| 12 de marzo | Corinthians (SC) | 104–77 | Deportivo Sipesa |  |  |
|             |                  |        |                  |  |  |
|             |                  |        |                  |  |  |

| 18 de marzo | Corinthians (SC) | 91–103 | Atenas |  |  |
|             |                  |        |        |  |  |
|             |                  |        |        |  |  |

| 18 de marzo | Deportivo Sipesa | 65–96 | Piratas de Bogotá |  |  |
|             |                  |       |                   |  |  |
|             |                  |       |                   |  |  |

| 25 de marzo | Corinthians (SC) | 0–20 | Piratas de Bogotá |  |  |
|             |                  |      |                   |  |  |
|             |                  |      |                   |  |  |

| 27 de marzo | Atenas | 105–46 | Deportivo Sipesa | Córdoba                                |
|             |        |        |                  |                                        |
|             |        |        |                  | Pabellón: Polideportivo Carlos Cerutti |

## Play offs
|  | Cuartos de final    | Cuartos de final | Cuartos de final | Cuartos de final |    |                | Semifinales       | Semifinales       | Semifinales       | Semifinales       |  |        | Final            | Final            | Final            | Final            |  |
|  | 1 al 9 de abril     | 1 al 9 de abril  | 1 al 9 de abril  | 1 al 9 de abril  |    |                | 15 al 23 de abril | 15 al 23 de abril | 15 al 23 de abril | 15 al 23 de abril |  |        | 1, 8 y 9 de mayo | 1, 8 y 9 de mayo | 1, 8 y 9 de mayo | 1, 8 y 9 de mayo |  |
|  |                     |                  |                  |                  |    |                |                   |                   |                   |                   |  |        |                  |                  |                  |                  |  |
|  |                     |                  |                  |                  |    |                |                   |                   |                   |                   |  |        |                  |                  |                  |                  |  |
|  | Atenas              | 85               | 103              | —                |    |                |                   |                   |                   |                   |  |        |                  |                  |                  |                  |  |
|  | Atenas              | 85               | 103              | —                |    |                |                   |                   |                   |                   |  |        |                  |                  |                  |                  |  |
|  | Paisas de Antioquia | 62               | 71               | —                |    |                |                   |                   |                   |                   |  |        |                  |                  |                  |                  |  |
|  | Paisas de Antioquia | 62               | 71               | —                |    | Atenas         | 49                | 87                | 74                |                   |  |        |                  |                  |                  |                  |  |
|  |                     |                  |                  |                  |    | Atenas         | 49                | 87                | 74                |                   |  |        |                  |                  |                  |                  |  |
|  |                     |                  | Olimpia (VT)     | 59               | 52 | 67             |                   |                   |                   |                   |  |        |                  |                  |                  |                  |  |
|  | Olimpia (VT)        | 91               | Olimpia (VT)     | 59               | 52 | 67             | 89                | 97                |                   |                   |  |        |                  |                  |                  |                  |  |
|  | Olimpia (VT)        | 91               |                  |                  |    |                |                   |                   |                   |                   |  |        |                  |                  |                  |                  |  |
|  | Andino SC           | 92               | 75               | 77               |    |                |                   |                   |                   |                   |  |        |                  |                  |                  |                  |  |
|  | Andino SC           | 92               | 75               | 77               |    |                |                   |                   |                   |                   |  | Atenas | 82               | 97               | 98               |                  |  |
|  |                     |                  |                  |                  |    |                |                   |                   |                   |                   |  | Atenas | 82               | 97               | 98               |                  |  |
|  |                     |                  | SC Corinthians   | 85               | 90 | 88             |                   |                   |                   |                   |  |        |                  |                  |                  |                  |  |
|  | SC Corinthians      | 92               | SC Corinthians   | 85               | 90 | 88             | 118               | 114               |                   |                   |  |        |                  |                  |                  |                  |  |
|  | SC Corinthians      | 92               |                  |                  |    |                |                   |                   |                   |                   |  |        |                  |                  |                  |                  |  |
|  | Petrox              | 97               | 100              | 96               |    |                |                   |                   |                   |                   |  |        |                  |                  |                  |                  |  |
|  | Petrox              | 97               | 100              | 96               |    | SC Corinthians | 108               | 96                | —                 |                   |  |        |                  |                  |                  |                  |  |
|  |                     |                  |                  |                  |    | SC Corinthians | 108               | 96                | —                 |                   |  |        |                  |                  |                  |                  |  |
|  |                     |                  | Franca BC        | 105              | 94 | —              |                   |                   |                   |                   |  |        |                  |                  |                  |                  |  |
|  | Franca BC           | 106              | Franca BC        | 105              | 94 | —              | 97                | 131               |                   |                   |  |        |                  |                  |                  |                  |  |
|  | Franca BC           | 106              |                  |                  |    |                |                   |                   |                   |                   |  |        |                  |                  |                  |                  |  |
|  | Piratas de Bogotá   | 98               | 99               | 113              |    |                |                   |                   |                   |                   |  |        |                  |                  |                  |                  |  |
|  | Piratas de Bogotá   | 98               | 99               | 113              |    |                |                   |                   |                   |                   |  |        |                  |                  |                  |                  |  |
|  |                     |                  |                  |                  |    |                |                   |                   |                   |                   |  |        |                  |                  |                  |                  |  |

Nota: el equipo ubicado en la primera linea tuvo ventaja de localía en los enfrentamientos.

### Cuartos de final
Atenas de Córdoba - Paisas de Antioquia
| 3 de abril   | Paisas de Antioquia | 62–85 | Atenas | Medellín                         |  |  |
|              |                     |       |        |                                  |  |  |
|              |                     |       |        | Pabellón: Coliseo Iván de Bedout |  |  |
| Serie: 0 - 1 |                     |       |        |                                  |  |  |
|              |                     |       |        |                                  |  |  |

| 9 de abril   | Atenas | 103–71 | Paisas de Antioquia | Córdoba                                |  |  |
|              |        |        |                     |                                        |  |  |
|              |        |        |                     | Pabellón: Polideportivo Carlos Cerutti |  |  |
| Serie: 2 - 0 |        |        |                     |                                        |  |  |
|              |        |        |                     |                                        |  |  |

Olimpia (Venado Tuerto) - Andino SC
| 2 de abril   | Andino SC | 92–91 | Olimpia (VT) | La Rioja |  |  |
|              |           |       |              |          |  |  |
|              |           |       |              |          |  |  |
| Serie: 1 - 0 |           |       |              |          |  |  |
|              |           |       |              |          |  |  |

| 8 de abril   | Olimpia (VT) | 89–75 | Andino SC | Venado Tuerto             |  |  |
|              |              |       |           |                           |  |  |
|              |              |       |           | Pabellón: Estadio Olimpia |  |  |
| Serie: 1 - 1 |              |       |           |                           |  |  |
|              |              |       |           |                           |  |  |

| 9 de abril   | Olimpia (VT) | 97–77 | Andino SC | Venado Tuerto             |  |  |
|              |              |       |           |                           |  |  |
|              |              |       |           | Pabellón: Estadio Olimpia |  |  |
| Serie: 2 - 1 |              |       |           |                           |  |  |
|              |              |       |           |                           |  |  |

SC Corinthians - Deportivo Petrox
| 1 de abril   | Deportivo Petrox | 97–92 | SC Corinthians | Talcahuano                              |  |  |
|              |                  |       |                |                                         |  |  |
|              |                  |       |                | Pabellón: Coliseo Monumental La Tortuga |  |  |
| Serie: 1 - 0 |                  |       |                |                                         |  |  |
|              |                  |       |                |                                         |  |  |

| 8 de abril   | SC Corinthians | 118–100 | Deportivo Petrox |  |  |  |
|              |                |         |                  |  |  |  |
|              |                |         |                  |  |  |  |
| Serie: 1 - 1 |                |         |                  |  |  |  |
|              |                |         |                  |  |  |  |

| 9 de abril   | SC Corinthians | 114–96 | Deportivo Petrox |  |  |  |
|              |                |        |                  |  |  |  |
|              |                |        |                  |  |  |  |
| Serie: 2 - 1 |                |        |                  |  |  |  |
|              |                |        |                  |  |  |  |

Franca BC - Piratas de Bogotá
| 1 de abril   | Piratas de Bogotá | 98–106 | Franca BC | Bogotá                            |  |  |
|              |                   |        |           |                                   |  |  |
|              |                   |        |           | Pabellón: Palacio de los Deportes |  |  |
| Serie: 0 - 1 |                   |        |           |                                   |  |  |
|              |                   |        |           |                                   |  |  |

| 8 de abril   | Franca BC | 97–99 | Piratas de Bogotá | Franca |  |  |
|              |           |       |                   |        |  |  |
|              |           |       |                   |        |  |  |
| Serie: 1 - 1 |           |       |                   |        |  |  |
|              |           |       |                   |        |  |  |

| 9 de abril   | Franca BC | 131–113 | Piratas de Bogotá | Franca |  |  |
|              |           |         |                   |        |  |  |
|              |           |         |                   |        |  |  |
| Serie: 2 - 1 |           |         |                   |        |  |  |
|              |           |         |                   |        |  |  |

### Semifinales
Atenas - Olimpia (Venado Tuerto)
| 16 de abril  | Olimpia (VT) | 59–49   | Atenas | Venado Tuerto             |  |  |
|              |              |         |        |                           |  |  |
|              |              | Reporte |        | Pabellón: Estadio Olimpia |  |  |
| Serie: 1 - 0 |              |         |        |                           |  |  |
|              |              |         |        |                           |  |  |

| 22 de abril  | Atenas | 87–52   | Olimpia (VT) | Córdoba                                |  |  |
|              |        |         |              |                                        |  |  |
|              |        | Reporte |              | Pabellón: Polideportivo Carlos Cerutti |  |  |
| Serie: 1 - 1 |        |         |              |                                        |  |  |
|              |        |         |              |                                        |  |  |

| 23 de abril  | Atenas | 74–67   | Olimpia (VT) | Córdoba                                |  |  |
|              |        |         |              |                                        |  |  |
|              |        | Reporte |              | Pabellón: Polideportivo Carlos Cerutti |  |  |
| Serie: 2 - 1 |        |         |              |                                        |  |  |
|              |        |         |              |                                        |  |  |

SC Corinthians - Franca BC
| 15 de abril  | Franca BC | 105–108 | SC Corinthians | Franca |  |  |
|              |           |         |                |        |  |  |
|              |           |         |                |        |  |  |
| Serie: 0 - 1 |           |         |                |        |  |  |
|              |           |         |                |        |  |  |

| 22 de abril  | SC Corinthians | 96–94 | Franca BC |  |  |  |
|              |                |       |           |  |  |  |
|              |                |       |           |  |  |  |
| Serie: 2 - 0 |                |       |           |  |  |  |
|              |                |       |           |  |  |  |

### Final
Atenas de Córdoba - SC Corinthians
| 1 de mayo    | SC Corinthians | 85–82   | Atenas | Limeira               |  |  |
|              |                |         |        |                       |  |  |
|              |                | Reporte |        | Pabellón: Nosso Clube |  |  |
| Serie: 1 - 0 |                |         |        |                       |  |  |
|              |                |         |        |                       |  |  |

| 8 de mayo    | Atenas | 97–90   | SC Corinthians | Córdoba                                |  |  |
|              |        |         |                |                                        |  |  |
|              |        | Reporte |                | Pabellón: Polideportivo Carlos Cerutti |  |  |
| Serie: 1 - 1 |        |         |                |                                        |  |  |
|              |        |         |                |                                        |  |  |

| 9 de mayo    | Atenas | 98–88   | SC Corinthians | Córdoba                                |  |  |
|              |        |         |                |                                        |  |  |
|              |        | Reporte |                | Pabellón: Polideportivo Carlos Cerutti |  |  |
| Serie: 2 - 1 |        |         |                |                                        |  |  |
|              |        |         |                |                                        |  |  |

Atenas de Córdoba

Campeón

Primer título

## Plantel campeón
Referencia.
- Diego Osella
- Fabricio Oberto
- Greg Dennis
- Thomas Jordan
- Alejandro Olivares
- Lisandro Arculis
- Leandro Palladino
- Patricio Prato
- Héctor Campana
- Marcelo Milanesio
- Bruno Labaque
- Juan Mascaro
- Andrés Pelussi

DT: Rubén Magnano.